# Баттерворт, Питер
Пи́тер Ба́ттерворт (англ. Peter Butterworth; 4 февраля 1915, Брэмхолл, Большой Манчестер — 17 января 1979, Ковентри, Уэст-Мидлендс) — английский актёр-комик.

## Биография
Питер Уильям Шоррокс Баттерворт родился 4 февраля 1919 года в Брэмхолле, пригороде Стокпорта. Учился в школе William Hulme's Grammar School.

### Вторая мировая война
С началом Второй мировой войны ушёл служить на флот в звании лейтенант-командер (эквивалент капитан 3-го ранга). В 1940 году в Нидерландах был взят в плен. Содержался в концлагере Дюлаг-Люфт под Франкфуртом, в июне 1941 года бежал оттуда через подземные тоннели, но через три дня, пройдя 43 километра, был пойман подростками Гитлерюгенда. Позднее Баттерворт шутил, что именно после этого случая никогда больше не мог работать на съёмочной площадке с детьми. После он ещё дважды пытался бежать, но также неудачно. Был переведён в лагерь Сталаг-Люфт 3, где познакомился с англичанином Толботом Ротуэллом, который дожил до окончания войны, стал сценаристом и написал сценарии ко многим эпизодам франшизы «Так держать». Именно эта франшиза, фильмы и сериалы, принесла известность Баттерворту, который сыграл там главную роль. Баттерворт помогал организовывать массовый побег через подкоп из этого лагеря: он с Ротуэллом дуэтом исполнял импровизированные концерты ужасными голосами, другие заключённые их громко освистывали и шикали, что отвлекало охрану и не давало им услышать шум создаваемого подкопа. Именно основываясь на его воспоминаниях, режиссёр Джек Ли снял в 1950 году ленту «Деревянная лошадь». Исполнителем главной роли он хотел видеть, конечно же, самого Баттерворта, который к тому времени только начал актёрскую карьеру, но он не прошёл кастинг: выглядел недостаточно героично и атлетично. Единственное, что смог сделать режиссёр: отважный Питер Говард получил имя в честь Питера Баттерворта.
Кроме Ротуэлла, Баттерворт познакомился в нацистских лагерях с будущими актёрами Рупертом Дэвисом и Стрэтфордом Джонсом, с которыми остался дружен до конца жизни и изредка снимался вместе.

### Карьера
Впервые на широком экране Баттерворт появился в 1948 году: он сыграл почтальона в фильме «Уильям приходит в город». Режиссёр этой ленты, Вэл Гест, завёл крепкую дружбу с Баттервортом, и позднее они неоднократно работали вместе. В 1950 году Баттерворт впервые появился на телевидении, в сериале How Do You View?, который знаменит тем, что стал первым комедийным телесериалом в истории Великобритании.
С 1965 года Баттерворт стал регулярно сниматься в картинах серии «Так держать», и за 13 лет он появился в 18 фильмах и сериалах франшизы.
Всего за 31 год своей кино-карьеры Баттерворт снялся в 116 фильмах и сериалах.

### Личная жизнь и смерть
В 1947 году Баттерворт женился на шотландской комедийной актрисе Джанет Браун, с которой прожил всю жизнь до самой своей смерти. Она пережила мужа на 32 года. От этого брака у пары осталось двое детей: Тайлер (род. 1959; актёр) и Эмма (1962—1996).
16 января 1979 года 59-летний Баттерворт играл Вдовца Туонки в пантомиме «Аладдин» в одном из театров Ковентри. После представления он отправился в свою гостиницу готовиться к выступлению на следующий день. Назавтра в театр он не явился, поэтому его отправились разыскивать в гостиницу, где Баттерворт и был обнаружен мёртвым. Причиной смерти стал инфаркт миокарда. Актёр, который не дожил три недели до своего 60-летнего юбилея, похоронен на кладбище деревни Дейнхилл в Восточном Суссексе.

## Избранная фильмография

### Широкий экран
- 1949 — Убийство в театре «Уиндмилл»[англ.] / Murder at the Windmill — полицейский констебль
- 1949 — Приключения Джейн[англ.] / The Adventures of Jane — пьяница
- 1950 — Двойное признание / Double Confession — Джо (в титрах не указан)
- 1951 — Свидание с Венерой[англ.] / Appointment with Venus — naval rating
- 1951 — Сокровище Матушки Рили[англ.] / Old Mother Riley's Jungle Treasure — Стив
- 1952 — Бедная принцесса[англ.] / Penny Princess — Джульен / почтальон / фермер
- 1953 — Так ли тебе необходим медовый месяц?[англ.] / Is Your Honeymoon Really Necessary? — лифтёр
- 1954 — Пёс семьи Гэй[англ.] / The Gay Dog — человек, делающий ставку
- 1958 — Мальчик-с-пальчик / tom thumb — капельмейстер
- 1961 — День, когда загорелась Земля / The Day the Earth Caught Fire — второй помощник редактора
- 1961 — В 4.50 из Паддингтона[англ.] (Она рассказала убийство) / Murder, She Said — билетный контролёр
- 1963 — Доктор запутался[англ.] (Доктор в беде) / Doctor in Distress — водитель «Скорой помощи»
- 1964 — Ваш собственный дом[англ.] (Как построить дом; Жить в доме — не значит жить дома) / A Home of Your Own — плотник
- 1965 — Любовные приключения Молл Фландерс[англ.] / The Amorous Adventures of Moll Flanders — пехотинец
- 1965 — Держись, ковбой[англ.] / Carry On Cowboy — док
- 1966 — Продолжаем кричать![англ.] / Carry On Screaming! — детектив-констебль Слоботам
- 1966 — Забавная история, случившаяся по дороге на форум / A Funny Thing Happened on the Way to the Forum — римский часовой
- 1966 — Не теряй голову[англ.] / Don't Lose Your Head — гражданин Бидет
- 1967 — Следуй за тем верблюдом[англ.] — Follow That Camel — Симпсон
- 1967 — Держись, доктор[англ.] / Carry on Doctor — мистер Смит
- 1968 — Пруденс и пилюля[англ.] — Prudence and the Pill — химик
- 1968 — Так держать… Вверх по Хайберу[англ.] / Carry On... Up the Khyber — Брат Белчер
- 1969 — Так держать! Кемпинг[англ.] (Продолжайте жить в кемпинге) — Carry On Camping — Джош Фиддлер
- 1969 — Держись, доктор, снова[англ.] / Carry On Again Doctor — пациент
- 1970 — Продолжай любить[англ.] — Carry On Loving — зловещий клиент (в титрах не указан)
- 1971 — Держись, Генри[англ.] — Carry On Henry — Чарльз, граф Бристольский (в титрах не указан)
- 1971 — Великолепная семёрка смертных грехов[англ.] / The Magnificent Seven Deadly Sins — ленивый человек (в новелле «Лень»)
- 1972 — Благослови этот дом[англ.] — Bless This House — Тревор Льюис
- 1972 — Так держать! За границей[англ.] / Carry On Abroad — Пепе
- 1973 — Не сейчас, дорогой[англ.] — Not Now, Darling — художник (в титрах не указан)
- 1973 — Держитесь, девочки[англ.] / Carry On Girls — адмирал
- 1974 — Держись, Дик[англ.] — Carry On Dick — Том
- 1975 — Держись позади[англ.] — Carry On Behind — Генри Барнс
- 1976 — Робин и Мэриан — Robin and Marian — хирург
- 1976 — Держись, Англия[англ.] / Carry on England — майор Карстейрс
- 1977 — В чём дело, сестра?[англ.] — What's Up Nurse! — сержант полиции
- 1978 — Держись, Эммануэль[англ.] — Carry on Emmannuelle — Ричмонд
- 1978 — Первое большое ограбление поезда[англ.] / The First Great Train Robbery — Патнем

### Телевидение
- 1956—1957, 1961—1962, 1964 — Театр в кресле[англ.] / Armchair Theatre — разные роли (в 7 выпусках)
- 1962—1963 — Удивительный цветной мир Уолта Диснея[англ.] / Walt Disney's Wonderful World of Color — разные роли (в 5 выпусках)
- 1964 — 10-й отдел скорой помощи[англ.] / Emergency – Ward 10 — Герберт Эванс (в 5 эпизодах)
- 1965—1966 — Доктор Кто / Doctor Who — Монах[англ.] (в 7 эпизодах)
- 1970—1971 — Кетвизл[англ.] / Catweazle — Грум / полковник Апшоу (в 11 эпизодах)
- 1975 — Продолжайте смеяться[англ.] / Carry On Laughing — разные роли (в 9 эпизодах)